# Samuel Ringgold (officier)
Pour les articles homonymes, voir Samuel Ringgold.
Samuel B. Ringgold (1796 - 11 mai 1846) était un officier d'artillerie de l'armée américaine (US Army) qui s'est distingué par plusieurs innovations militaires qui lui ont valu d'être appelé le "père de l'artillerie moderne". Il fut également, selon certaines sources, le premier officier américain à tomber pendant la guerre américano-mexicaine, succombant aux blessures reçues lors de la bataille de Palo Alto.

## Début de la vie et de la carrière
Ringgold est le fils de Samuel Ringgold, membre du Congrès américain du Maryland. Son frère cadet, Cadwalader Ringgold, a servi dans la marine américaine (US Navy) et est devenu contre-amiral.
Le 24 juillet 1818, Samuel Ringgold a été diplômé de l'Académie militaire des États-Unis à West Point, cinquième d'une classe de 23 élèves. Il est nommé sous-lieutenant (Second Lieutenant) dans l'artillerie.
Au début des années 1820, Ringgold fait partie de l'état-major du général Winfield Scott. C'est à peu près à cette époque (vers 1825) que John Vanderlyn, qui travaillait alors à New York, a peint le portrait de Ringgold.
Parmi les innovations militaires importantes de Ringgold figurent la selle militaire Ringgold et les techniques d'artillerie. Sur la base de ses recherches en Europe, il réécrit le manuel d'artillerie de l'armée, qui inclut le concept tactique de l'artillerie volante, employant des pièces d'artillerie qui peuvent être déplacées rapidement d'un endroit à l'autre. L'armée adapte son manuel, "Instructions pour l'artillerie de campagne", le 6 mars 1845, et il est promu au rang de major en reconnaissance de ses innovations militaires.

### La guerre américano-mexicaine
Ringgold sert dans la force d'occupation du général Zachary Taylor au Texas en tant que major d'artillerie. Le 8 mai 1846, alors qu'il est en route avec 2 400 soldats vers Fort Texas, il est engagé dans la bataille de Palo Alto par le général mexicain Mariano Arista et sa force de 3 800 hommes.
L'armée d'Arista s'étendait sur un kilomètre de large, rendant impossible une charge à la baïonnette des Américains, la première option de Taylor. Taylor, dans un mouvement improbable, fit avancer son artillerie pour attaquer l'ennemi. L'utilisation de la tactique de l'artillerie volante de Ringgold permet aux Américains de remporter la bataille. L'artillerie mexicaine, lourde et lente, est inutile dans les épaisses broussailles de laine d'acier de Palo Alto. Arista ordonne des charges de cavalerie pour encadrer les artilleurs, mais l'artillerie volante américaine est capable de se mobiliser, de se déplacer et de repousser les dragons qui arrivent.
Au cours de la bataille, Ringgold fut mortellement blessé par un tir de canon qui lui mutila les deux jambes juste au-dessous de l'entrejambe, mais il refusa de quitter le champ de bataille. Il survécut trois jours, pendant lesquels il fit un compte rendu de la bataille, avant de mourir à Port Isabel, au Texas.
Robert D'Unger, alors journaliste au Baltimore Democrat, affirme avoir été le premier à rapporter des nouvelles par télégraphe en signalant la mort de Ringgold.

## Commémoration

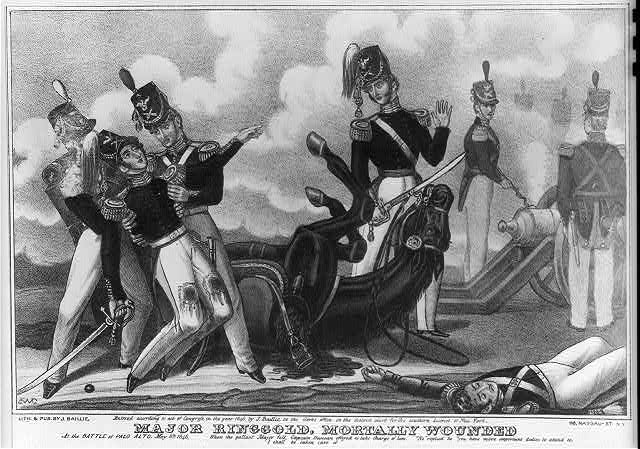
Le major Ringgold, mortellement blessé lors de la bataille de Palo Alto

Sa bravoure a remonté le moral de l'armée et du pays.  Des chansons, des poèmes et des pièces de théâtre ont été écrits à son sujet, y compris une mention dans le quatrième couplet de Maryland, My Maryland. Une chanson intitulée "The Death of Ringgold", commémorant sa mort, était un chant patriotique populaire aux États-Unis pendant la guerre.  John H. Hewitt a écrit la chanson, "On to the Charge", et la dédicacé plus tard au défunt Major Ringgold.
Des villes et des comtés ont été nommés en son honneur, notamment :
- Ringgold (Géorgie) (Siège du comté de Catoosa)[4]

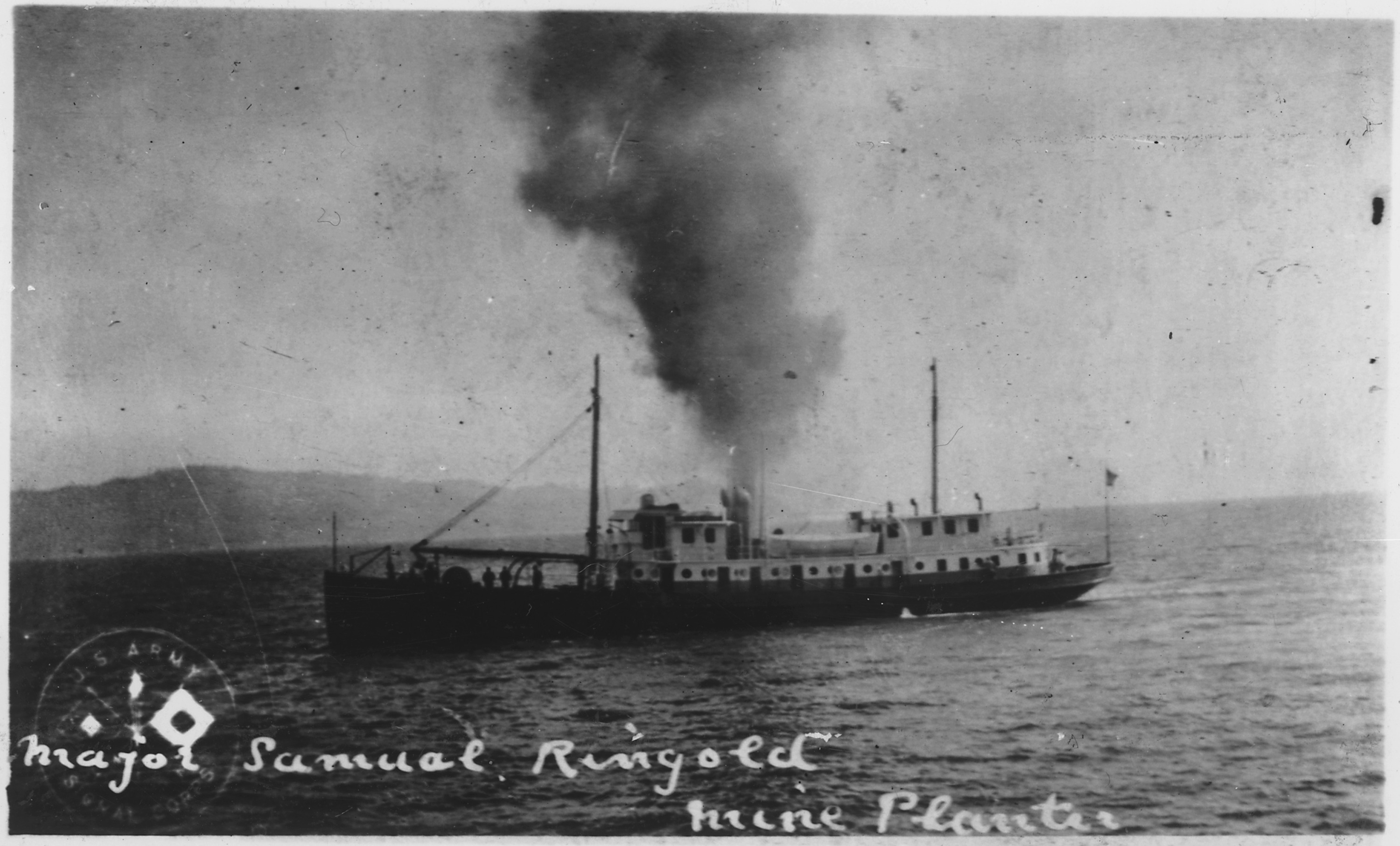
USAMP Major Samuel Ringgold, construit en 1904 (National Archives and Records Administration)

- Ringgold (Louisiane)
- Ringgold (Virginie)
- Ringgold (Maryland)
- Ringgold Township (Pennsylvanie)[5]
- Ringgold County (Iowa)
- New Ringgold (Pennsylvanie)

et aussi:
- Le Ringgold Civic Park[6] à Brownsville (Texas) porte son nom, ainsi que la rue Ringgold à l'université du Texas à Brownsville.
- Fort Ringgold, construit après la guerre du Mexique en 1848 pour protéger la frontière mexicaine, porte son nom. Il est situé à Rio Grande City, au Texas. Le fort abrite actuellement les écoles Ringgold Elementary et Ringgold Middle School.
- U.S. Army Mine Planter Major Samuel Ringgold construit en 1904.
- Ringgold Fire Company, Pulaski (New York).

## Source
- (en) Cet article est partiellement ou en totalité issu de l’article de Wikipédia en anglais intitulé « Samuel Ringgold (United States Army officer) » (voir la liste des auteurs).